# Bommanahalli, Dod Ballapur
Bommanahalli là một làng thuộc tehsil Dod Ballapur, huyện Bangalore Rural, bang Karnataka, Ấn Độ.